# Fritz Honsel
Fritz Honsel (* 7. Juli 1888 in Werdohl; † 3. September 1964 in Meschede) war ein deutscher Industrieller. Er war Gründer der Honselwerke.

## Leben
Honsel war eines von zehn Kindern eines kleinen Unternehmers, der zum Invaliden geworden war. Bereits als Lehrling zum Graveur und Formenbauer unternahm er im elterlichen Haus Gießversuche. Unmittelbar nach Abschluss der Berufsausbildung gründete er 1908 zusammen mit seinem Bruder Otto in Werdohl eine kleine Firma, die Gießformen für andere Unternehmen herstellte. Bereits ein Jahr später produzierte er selbst Aluminiumbestecke. In Eveking stellte Honsel Aluminiumteile im Kokillengießverfahren statt, wie bisher üblich, in Sand her.
Während des Ersten Weltkrieges gelang es Honsel, die Behörden zur Unterstützung für den Bau des ersten Umschmelzwerkes zur Wiedernutzung des Rohstoffs Aluminium zu gewinnen. Als Standort bot sich Meschede wegen der vorhandenen Wasserkraft und eines günstigen Arbeitkräfteangebots an. Die Fabrik wurde an der Stelle der alten, seit 1900 stillgelegten Ruhrmühle angelegt. Honsel konnte so die Wasserrechte übernehmen. Neben das Umschmelzwerk traten später Gießereibetriebe, ein Walzwerk und Einrichtungen zur Herstellung von gezogenen oder gedrückten Haushaltsgeräten wie Kochtöpfen und Pfannen. Im Jahr 1929 folgte noch eine Druckgießerei.
Im Jahr 1922 wandelten die Brüder das Unternehmen in eine Aktiengesellschaft um. Etwa um 1924 belieferte es die gesamte deutsche Automobilindustrie mit Produkten aus Leichtmetallguss. Im Jahr 1925 wurde der Firmensitz von Werdohl komplett nach Meschede verlegt. Das breit aufgestellte Unternehmen konnte die Weltwirtschaftskrise relativ unbeschadet überstehen. Zwar musste die Produktion zeitweilig um die Hälfte zurückgefahren werden, aber um ein Abwandern der Fachkräfte zu verhindern, hat Honsel nur relativ wenige Arbeiter entlassen.
Während der Zeit des Nationalsozialismus profitierte Honsel vom allgemeinen Wirtschaftsaufschwung und insbesondere von der Aufrüstung. Zusammen mit Ferdinand Porsche entwickelte er Leichtmetallteile für den Motor des Volkswagens. Er trat der NSDAP zum 1. Mai 1933 bei (Mitgliedsnummer 3.575.332). Eingebunden in die Partei war er der Meinung, dass sich die Interessen der regionalen Wirtschaft am besten durch Abstimmung mit der Partei und Mitwirkung in deren Gremien durchsetzen ließen. Außerdem gehörte er der SA und anderen nationalsozialistischen Organisationen an. Er wurde 1939 Nachfolger von Hugo Siepmann als Präsident der Arnsberger Handelskammer. Er war auch Mitglied im Vorstand des Aluminium-Walzwerk-Verbandes und Vorsitzender des Aufsichtsrates der Aluminium-Präzisionsguss Potsdam. Honsel war auch NSDAP Kreiswirtschaftsberater. Als solcher hat er seine Aufgaben im Sinne des Systems gewissenhaft erledigt. Für seine „Leistungen“ bei Arisierungen erhielt er Anerkennung von höherer Stelle. In einem Fall sorgte er dafür, dass sein Stellvertreter Paul Wiethoff einen jüdischen Betrieb erwerben konnte.
Im Zweiten Weltkrieg explodierte die Zahl der Beschäftigten von anfangs 500 auf 3500 bei Ende des Krieges. Das Werk wurde 1945 zu 85 % zerstört. Honsel wurde von den Besatzungsbehörden aus Meschede ausgewiesen und der Betrieb stand auf der Liste der zu demontierenden Unternehmen. Honsel konnte 1946 zurückkehren. Bereits 1947 waren wieder 250 Arbeiter im Werk beschäftigt, obwohl noch immer bis Ende 1948 die Demontage des Werkes drohte. Zusammen mit seinen Söhnen begann Honsel, das Werk wieder aufzubauen. Bei seinem Tod zählte es über 2000 Beschäftigte. Er engagierte sich in der evangelischen Kirche als Presbyter und gründete 1962 die Fritz-Honsel-Stiftung zur Förderung junger Menschen.

## Ehrungen
Seine politische Vergangenheit spielte nach dem Krieg keine Rolle. Vielmehr wurde er viel geehrt. Honsel wurden für die Verdienste um die Stadt Meschede 1953 die Ehrenbürgerrechte verliehen. Im selben Jahr erhielt er das Bundesverdienstkreuz. Er war Ehrenbürger von Wenholthausen und einer von 20 Ehrenbürgern der Technischen Hochschule München. Honsel war auch Dr. ing. hc.
Später wurde eine Straße in Meschede nach ihm benannt.
Ein Hörsaal in der Fachhochschule Südwestfalen trägt seinen Namen.